# 10208 Germanicus
10208 Germanicus eller 1997 QN1 är en asteroid i huvudbältet som upptäcktes den 30 augusti 1997 av den italienska astronomen Antonio Vagnozzi vid Santa Lucia Stroncone-observatoriet. Den är uppkallad efter den romerske fältherren Germanicus.
Asteroiden har en diameter på ungefär 4 kilometer och den tillhör asteroidgruppen Matterania.